# Испанско-тонганские отношения
Испано-тонганские отношения — двусторонние дипломатические отношения между Тонгой и Испанией.
Ни одна из стран не имеет постоянного дипломатического представительства на территориях друг друга. Испанское посольство в Веллингтоне (Новая Зеландия), аккредитовано в Тонге. Тонга не имеет посольства в Испании или посольства в Европе, которое аккредитовано при нем.

## Дипломатические отношения
Испания поддерживает дипломатические отношения с Тонгой с 16 ноября 1979 года, но не имеет резидента в этой стране, которая находится под юрисдикцией посольства Испании в Веллингтоне. Географическая удаленность и дефицит исторических связей — присутствие испанских мореплавателей в конце 18-го века — объясняют низкий уровень двусторонних отношений между двумя странами, которые в основном направляются через институты ЕС, включая помощь в целях развития.

## Экономические отношения
Торговля между двумя странами слабо развита. Испания импортирует рыбу и некоторые сельскохозяйственные продукты и экспортирует машины, продукты питания и другие товары.

## Сотрудничество
Сотрудничество с Тонгой осуществляется через делегацию в Суве (Фиджи), дипломатической службы Европейского союза. В соответствии с Соглашением Котону Тонга получает помощь от Европейского фонда регионального развития, которая включала помощь на сумму 15 миллионов евро в период с 2008 по 2013 год. Эта помощь была сосредоточена на возобновляемых источниках энергии (7 миллионов евро), на воздействии экономического и финансового кризиса через уязвимость механизма FLEX (5,5 млн евро), а также помощь в борьбе с изменением климата, финансируемая в рамках глобального партнерства по изменению климата, включая:
- Создание механизма защиты от изменения климата в сотрудничестве с Южнотихоокеанским университетом.
- Продвижение долгосрочных стратегий устойчивого развития в сотрудничестве с Секретариатом Тихоокеанского сообщества.
- Снижение риска стихийных бедствий (20 миллионов евро для АКТ 15 Тихоокеанских островов).

В рамках 11-й Национальной индикативной программы Европейского фонда развития на 2014—2020 годы для Королевства Тонга выделяется 11,1 млн евро, из которых 90 % (10 млн евро) будет направлено в энергетический сектор. Тесные отношения и координация помощи между ЕС и другими странами, такими как Австралия, Новая Зеландия, Япония, Всемирный банк и Азиатский банк развития.